# Amphitheater (Trier)

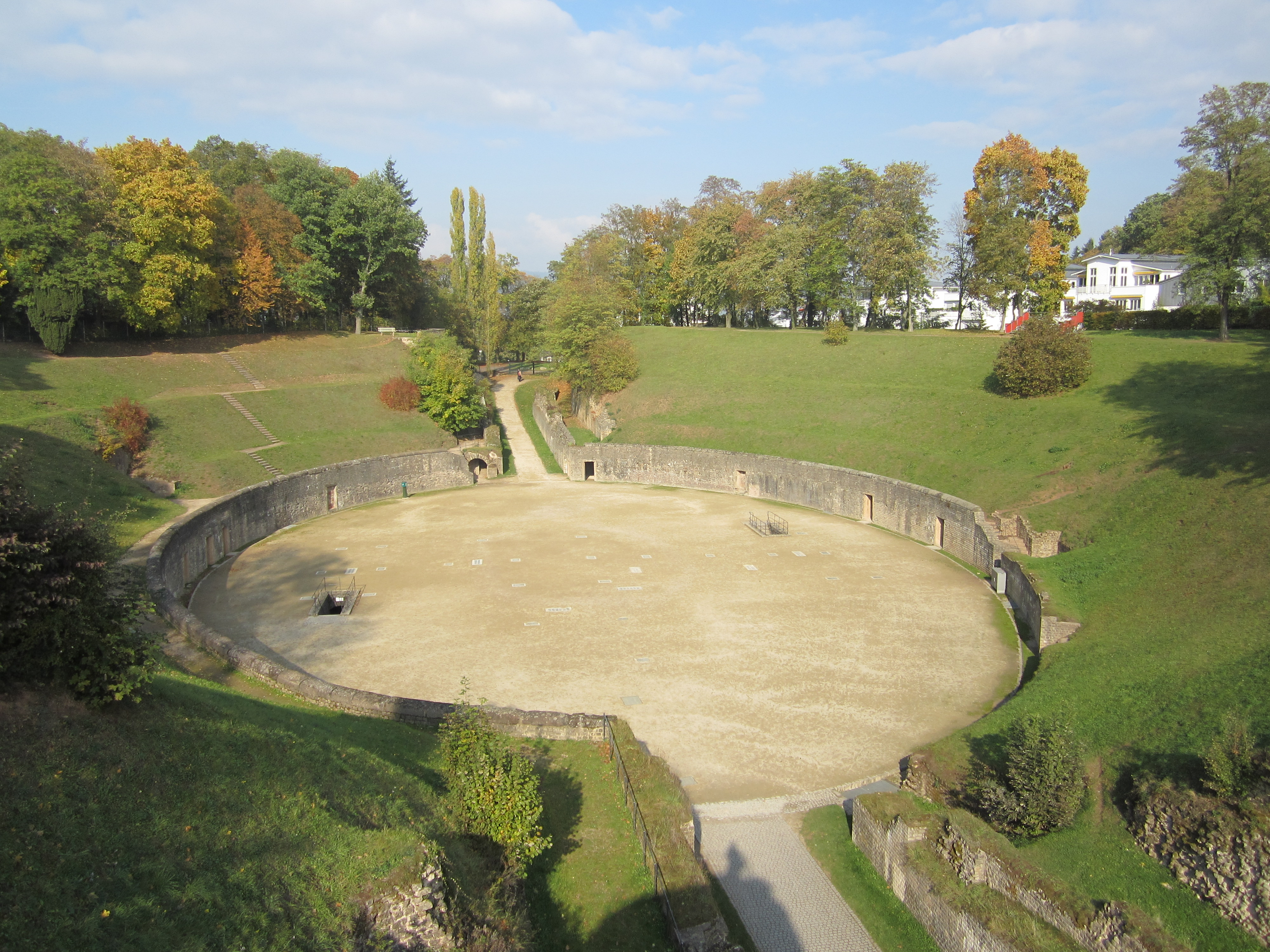
Amphitheater von Trier

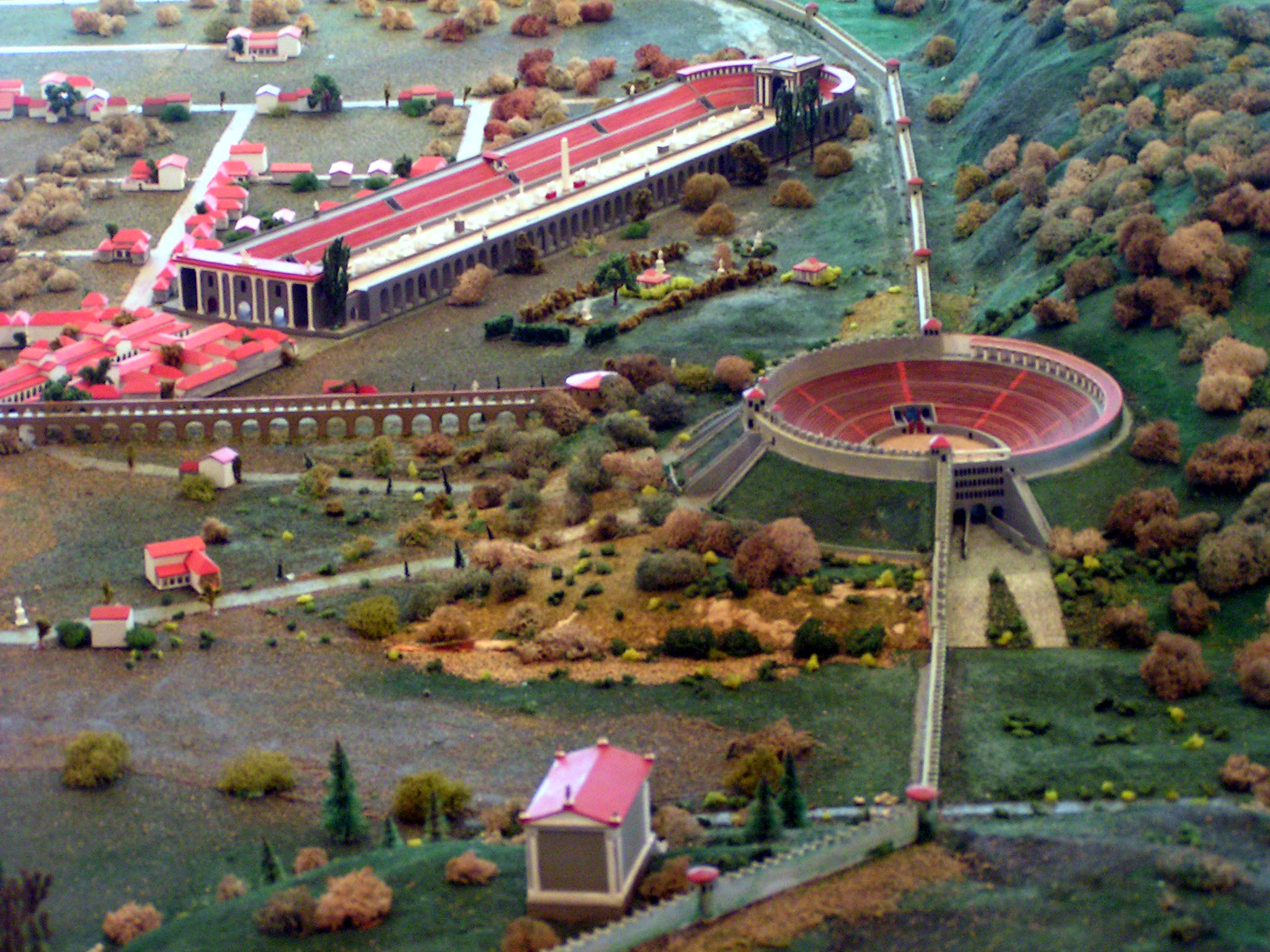
Amphitheater und Circus zur Römerzeit, im Vordergrund der Tempel am Herrenbrünnchen

Das Amphitheater in Trier (Augusta Treverorum) ist ein Amphitheater aus der Römerzeit, das nach seiner Fertigstellung im 2. Jahrhundert 20.000 Besuchern Platz bot.
Seit 1986 ist das Amphitheater Teil des UNESCO-Welterbes Römische Baudenkmäler, Dom und Liebfrauenkirche in Trier.

## Architektur und Lage
Unter der Arena lag eine Art Keller, der heute noch erhalten ist. Hier gab es Aufzüge, um die Akteure auftreten zu lassen. Es war deswegen nicht möglich, die Arena mit Wasser zu fluten. Das Amphitheater war Teil der römischen Stadtmauer und liegt unterhalb des Petrisberges. Einer der Gründe, warum das Amphitheater am Petrisberg gebaut wurde, war, dass durch die Hänge des Petrisberges nur eine Hälfte mit Erde für Zuschauertribünen aufgeschüttet werden musste. Es ist nach Norden ausgerichtet und hat einen Nord- und einen Südausgang. Über einen versteckten Aufzug in der Mitte der Arena konnten schnell Tiere oder Darsteller hineingebracht werden.

## Geschichte
Nachdem das Theater in der zweiten Hälfte des 2. Jahrhunderts n. Chr. gebaut worden war, wurde es schnell ein Teil des Alltags vieler Bürger der Stadt Augusta Treverorum. Dort boten lokale Würdenträger, kaiserliche Beamte sowie in der Spätantike auch einige persönlich anwesende Kaiser den Bürgern Brot und Spiele: Tierhetzen (venationes) und Gladiatorenkämpfe entschieden über Leben und Tod, Hinrichtungen fanden statt und wichtige Ankündigungen wurden ausgerufen. Das Amphitheater hatte – als ungewöhnliche Besonderheit – außerdem noch eine weitere Funktion: Es diente als östliches Stadttor von Trier. Verwendung fand die Arena noch bis zum Ende des weströmischen Reiches (5. Jahrhundert), wurde dann jedoch im Mittelalter, wie viele andere Bauwerke Triers auch, als Steinbruch benutzt.
Bis ins 19. Jahrhundert wurde die Anlage von der Bevölkerung als Kaskeller bezeichnet und auch auf Stadtplänen so eingetragen. Erst mit Beginn der wissenschaftlichen Erforschung und Restaurierung des Bauwerks verschwand diese Bezeichnung, die wohl auf die Nutzung unterirdischer Räume des Amphitheaters als Lagerkeller zurückgeht.

## Museum

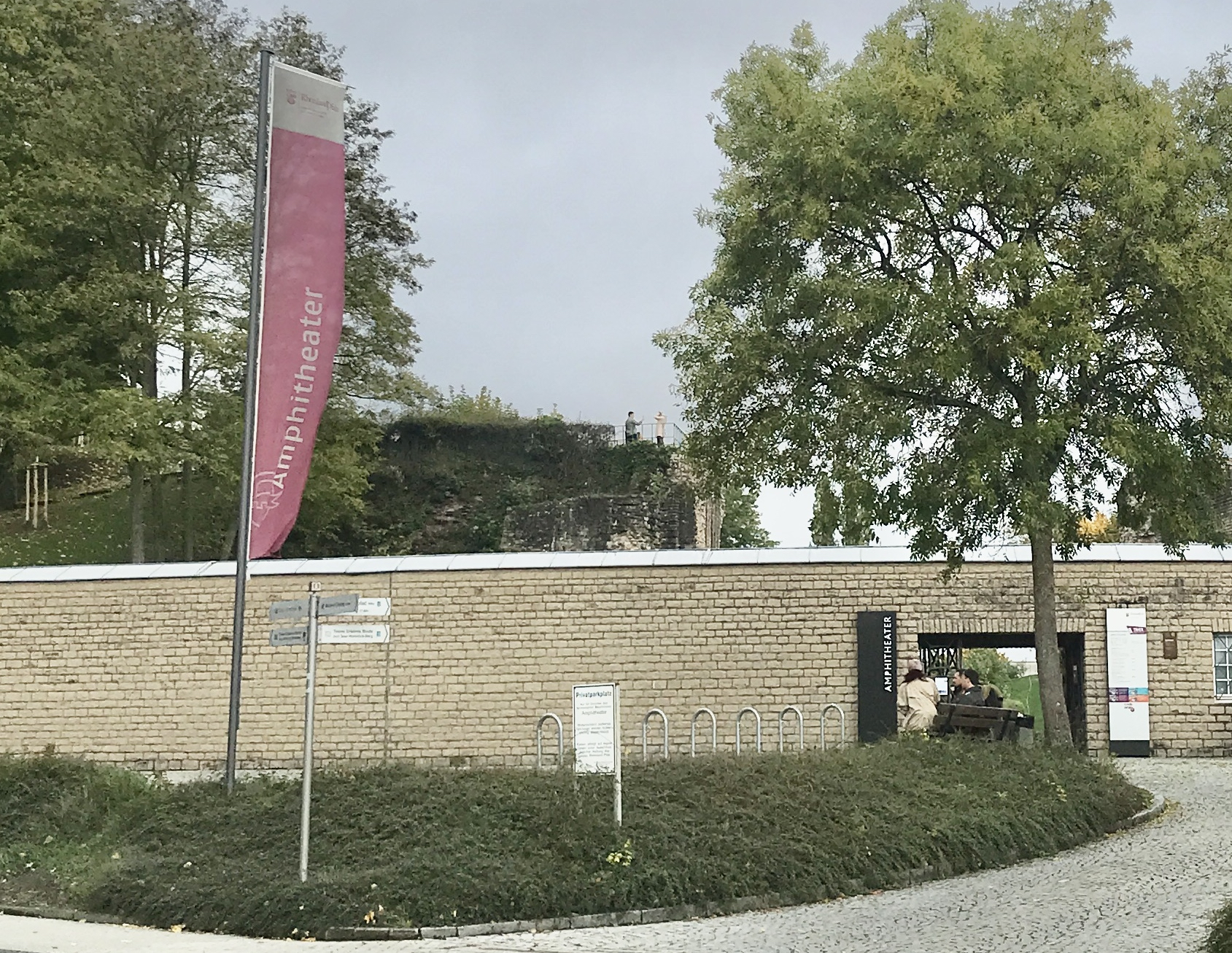
Museumseingang, Stand 2022

Im Rahmen des UNESCO-Welterbes wurde das Amphitheater zu einem Museum ausgebaut. Für blinde Besucher gibt es ein kleines Modell am Eingang.

## Veranstaltungen

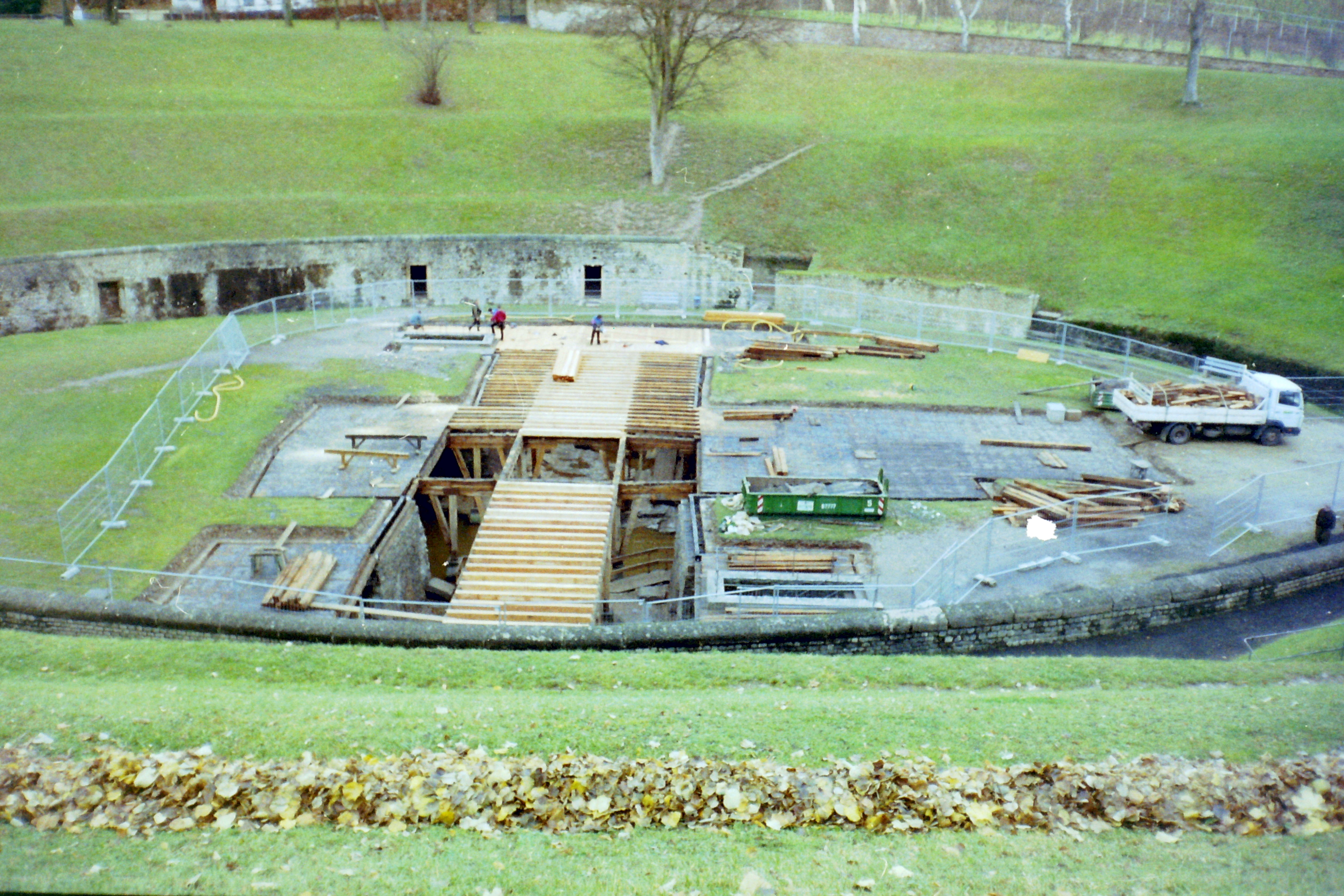
Die Holzdecke über dem Arenakeller wurde aus statischen Gründen 1992–1993 erneuert. Für zukünftige kulturelle Veranstaltungen wurden Infrastrukturmaßnahmen für Strom, Wasser und Abwasser geschaffen.

Im Sommer werden Führungen durch das Amphitheater angeboten, bei denen ein Schauspieler in die Rolle des Gladiator Valerius schlüpft und von seinem Werdegang als Gladiator erzählt. Außerdem war  das Amphitheater bis 2012 jedes Jahr im August Schauplatz des  Festivals Brot & Spiele. Selten finden auch Konzerte, Musicals und andere Veranstaltungen dort statt.

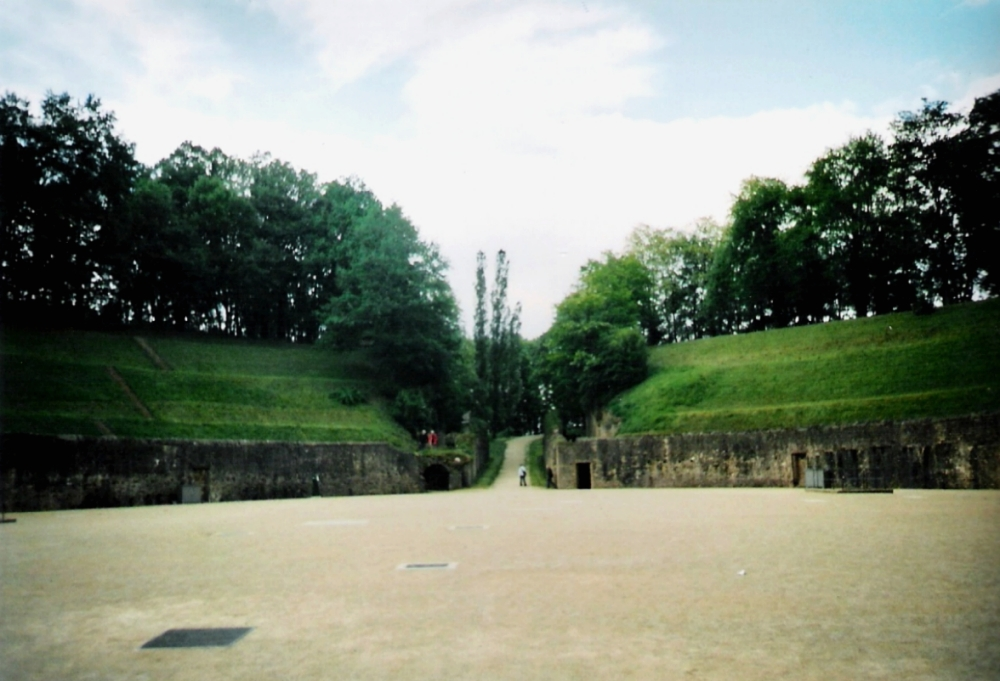
Blick aus der Arena
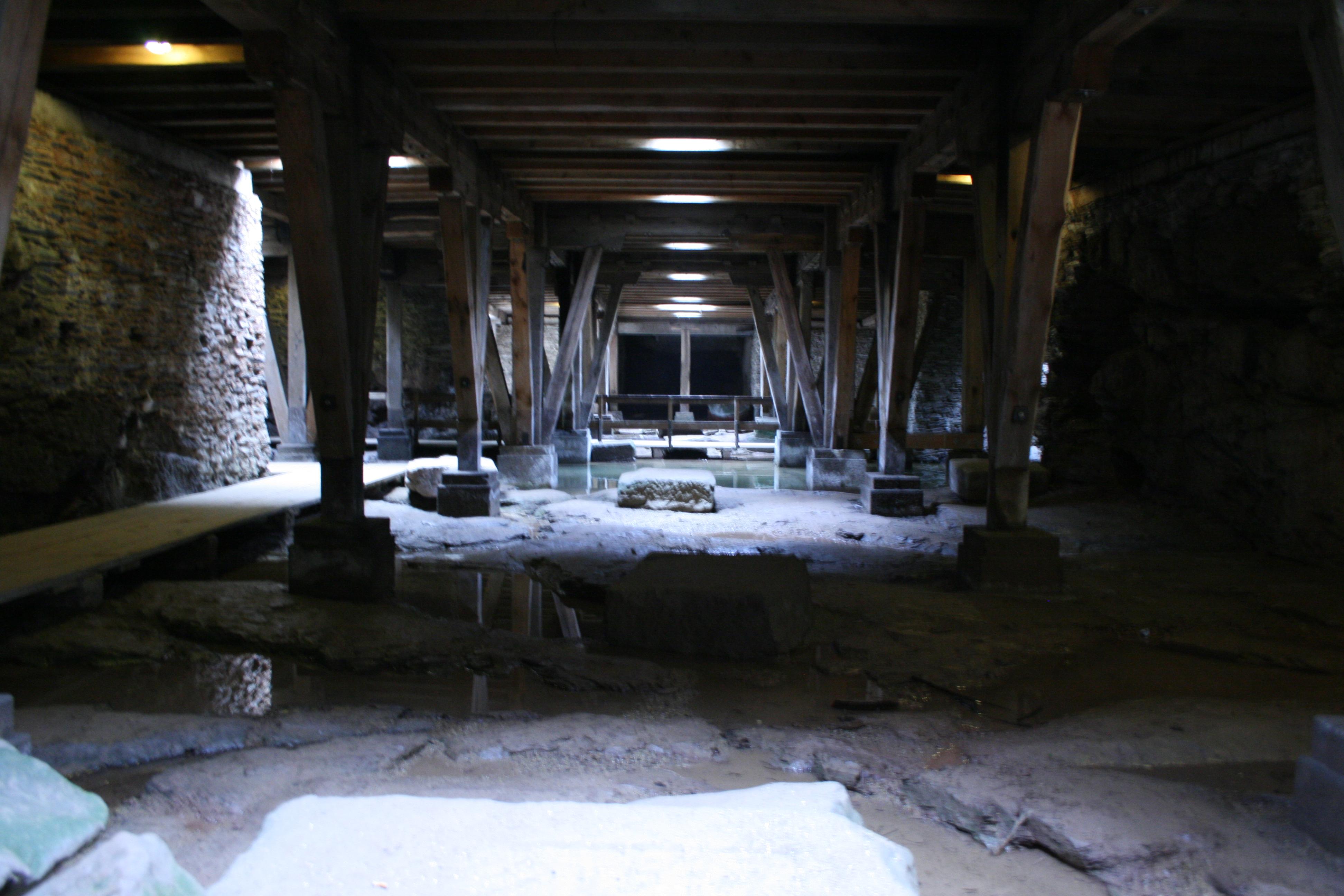
Die Gänge direkt unter der Arena
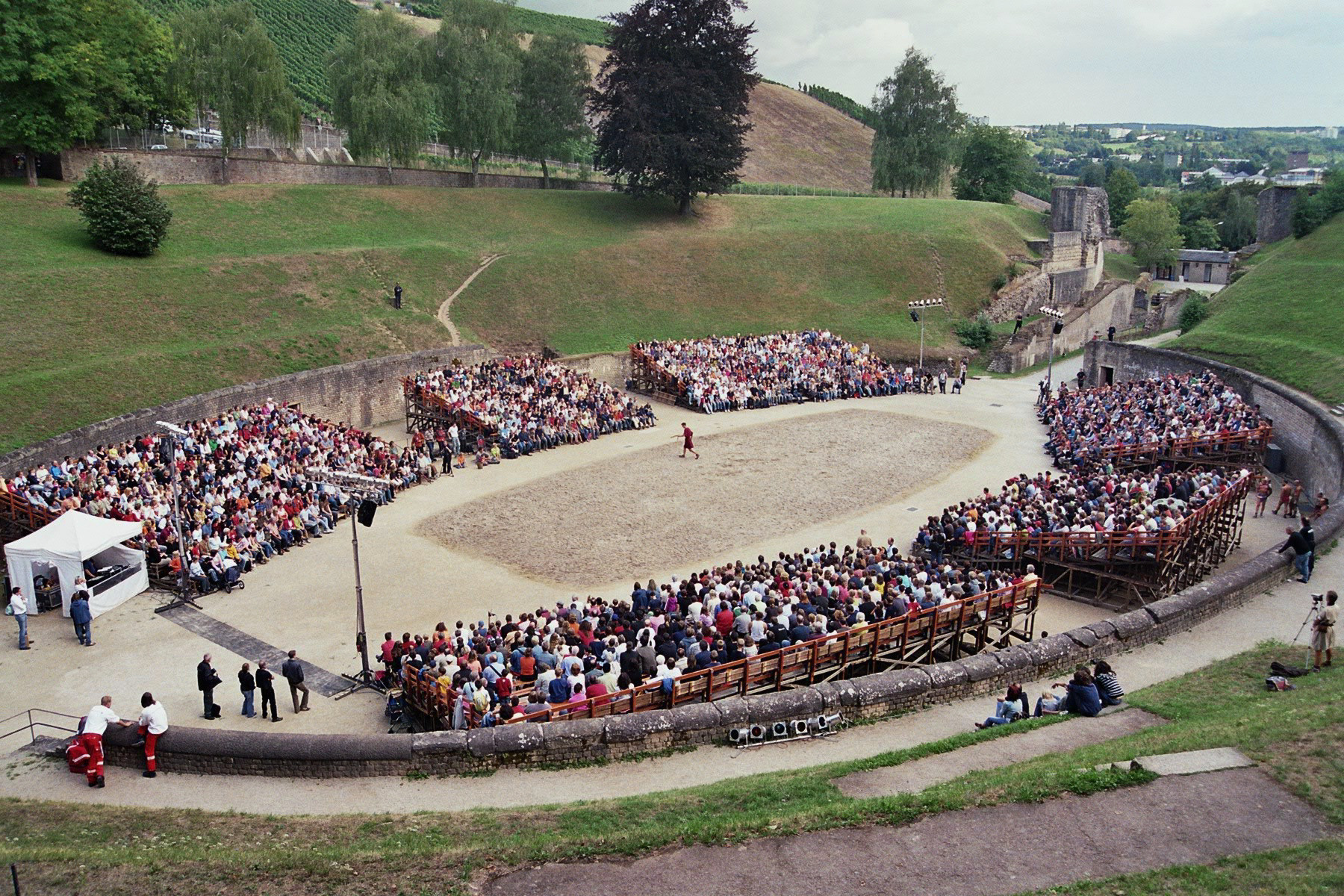
Brot & Spiele: Gladiatoren-Show im Amphitheater bei Tag …
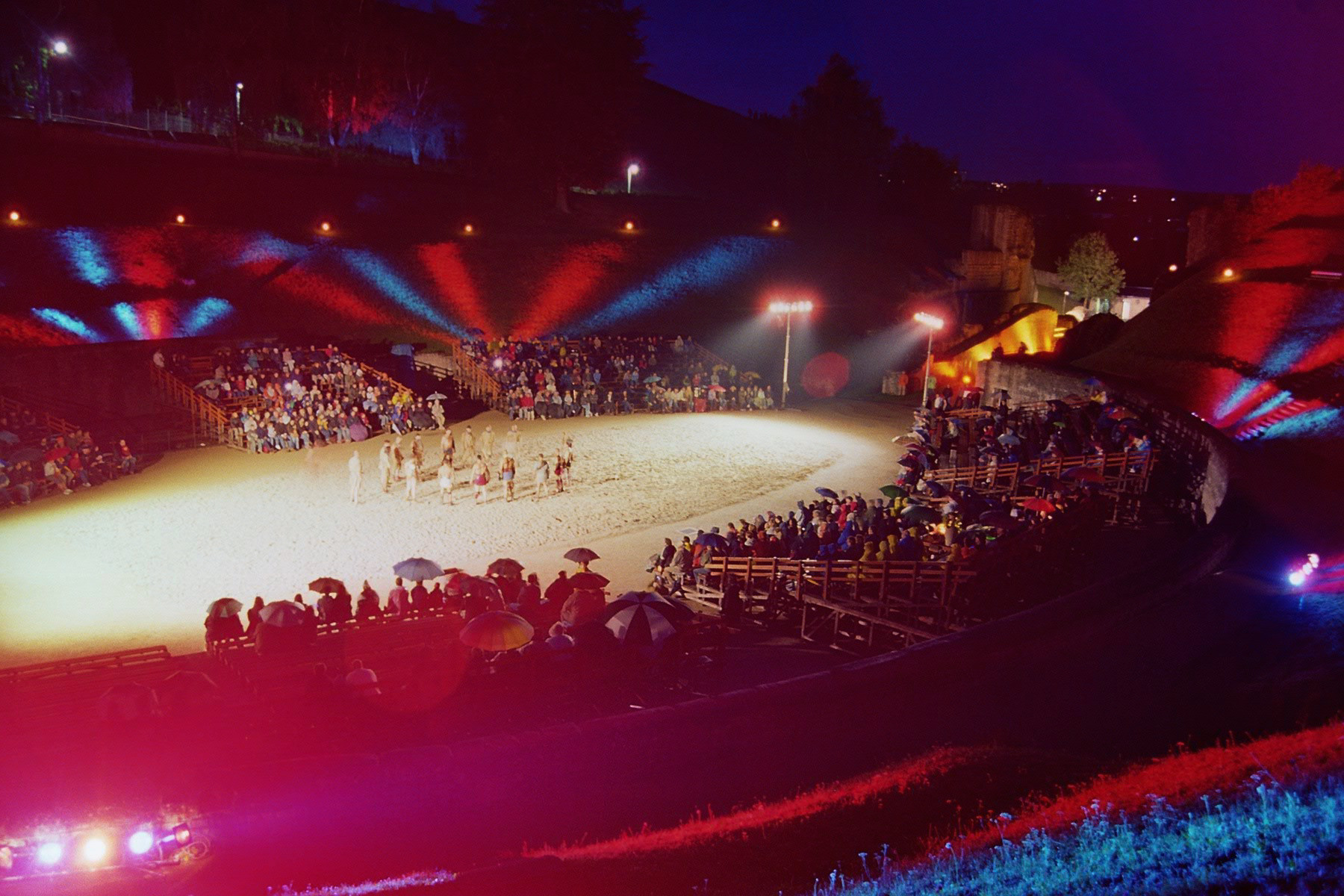
… und bei Nacht